# Liste von Kokereien in Deutschland
Die Liste von Kokereien in Deutschland ist ein Verzeichnis aktiver, stillgelegter, museal erhaltener und abgerissener Kokereien in Deutschland. Die Auflistung ist nach Anlagenart und dann ggf. Bundesland gegliedert. Nicht aufgeführt sind die technisch verwandten Stadtgaswerke.

## Hüttenkokereien
Kokereien, die Teil eines integrierten Hüttenwerks sind
- Ruhrgebiet
  - Kokerei Schwelgern/Carbonaria(bis 05/2020), seit 05/2020 ThyssenKrupp (aktiv)
  - Kokerei HKM Hüttenwerke Krupp Mannesmann Duisburg (aktiv)
  - Kokerei Prosper Bottrop (aktiv)
  - Kokerei Friedrich Thyssen, Duisburg-Meiderich (abgerissen)
  - Kokerei August Thyssen, Duisburg-Bruckhausen (stillgelegt, teilweise abgerissen)
  - Kokerei Kaiserstuhl I, Westfalenhütte, Dortmund (abgerissen)
  - Kokerei Kaiserstuhl II, Westfalenhütte, Dortmund (abgerissen)
  - Kokerei Kaiserstuhl III, Westfalenhütte, Dortmund (Kokereianlage demontiert und in China wieder in Betrieb  genommen, Gebäude größtenteils abgerissen)
  - Kokerei Henrichshütte Hattingen (abgerissen)
  - Kokerei Phoenix, Hörder Bergwerks- und Hütten-Verein/Hoesch AG, Dortmund (stillgelegt, großteils abgerissen)
  - Kokerei Krupp Rheinhausen, Rheinhausen (abgerissen)
- Saarland
  - Zentralkokerei Saar GmbH, Dillingen (aktiv)
  - Kokerei Völklinger Hütte, Völklingen (stillgelegt, museal erhalten)
  - Kokerei Neunkircher Eisenwerk, Neunkirchen (abgerissen)
  - Kokerei Burbacher Hütte, Burbach (abgerissen)
  - Kokerei Fürstenhausen (abgerissen)
- Niedersachsen
  - Kokerei Georgs-Marien-Bergwerks- und Hüttenverein, Georgsmarienhütte (abgerissen)
  - Kokerei Salzgitter AG, Salzgitter (aktiv)
  - Kokerei Ilseder Hütte, Ilsede/Peine (abgerissen)
- Schleswig-Holstein
  - Kokerei Metallhüttenwerk Lübeck, Herrenwyk (abgerissen)
- weitere? (GHH, ...)

## Bergwerkskokereien: Zentralkokereien
- Alsdorf
  - Kokerei Anna, Alsdorf (abgerissen)
- Bochum
  - Kokerei Lothringen 4 (abgerissen)
- Bottrop
  - Kokerei Prosper (aktiv, seit 1. Juni 2011 als ArcelorMittal Bremen, Standort Bottrop)
- Dortmund
  - Kokerei Hansa, Dortmund (teilweise abgerissen, teilweise umgenutzt, teilweise museal erhalten)
- Essen
  - Kokerei Zollverein, Essen (teilweise abgerissen, teilweise umgenutzt, teilweise museal erhalten)
- Gelsenkirchen
  - Kokerei Alma, Gelsenkirchen (abgerissen bis auf Verwaltungs- und Nebengebäude)
  - Kokerei Hassel, Gelsenkirchen (abgerissen bis auf das Verwaltungsgebäude)
  - Kokerei Nordstern, Gelsenkirchen (abgerissen bis auf den Mischbunker, eine Bandbrücke und ein weiteres Gebäude als Teile des Nordsternparks)
  - Kokerei Scholven, Gelsenkirchen (abgerissen)

## Bergwerkskokereien
Das Verzeichnis umfasst ausschließlich Anlagen, die nach dem Zweiten Weltkrieg erbaut oder betrieben wurden, nicht aber solche der ersten Phase zwischen ca. 1880 und 1925. Alle genannten Kokereien wurden, soweit nicht anders vermerkt, bereits komplett abgerissen. Es ist von zahlreichen weiteren, noch nicht verzeichneten Anlagen auszugehen.
Aachener Revier
- Alsdorf
  - Kokerei Bergwerk Anna
  - Kokerei Bergwerk Maria
- Baesweiler
  - Kokerei Grube Carl-Alexander
- Übach-Palenberg 
  - Kokerei Bergwerk Carolus Magnus

Ruhrgebiet
- Ahlen
  - Kokerei Bergwerk Westfalen
- Bergkamen
  - Kokerei Bergwerk Grimberg 1/2
  - Kokerei Bergwerk Monopol
- Bochum
  - Kokerei Bergwerk Carolinenglück
  - Kokerei Bergwerk Constantin der Große
  - Kokerei Bergwerk Dannenbaum
  - Kokerei Bergwerk Hannibal
  - Kokerei Bergwerk Hannover
  - Kokerei Bergwerk Lothringen 1/2/6
  - Kokerei Bergwerk Mansfeld
  - Kokerei Bergwerk Robert Müser
- Castrop-Rauxel
  - Kokerei Bergwerk Erin
  - Kokerei Bergwerk Graf Schwerin
  - Kokerei Bergwerk Victor 3/4
- Datteln
  - Kokerei Bergwerk Emscher-Lippe 1/2
  - Kokerei Bergwerk Emscher-Lippe 3/4
- Dortmund
  - Kokerei Bergwerk Dorstfeld
  - Kokerei Bergwerk Gneisenau
  - Kokerei Bergwerk Kaiserstuhl (siehe Hüttenkokereien)
  - Kokerei Bergwerk Minister Stein (großteils abgerissen)
  - Kokerei Bergwerk Oespel
  - Kokerei Bergwerk Tremonia
  - Kokerei Bergwerk Westhausen
- Duisburg
  - Kokerei Friedrich Thyssen 4/8
  - Kokerei Bergwerk Neumühl
  - Kokerei Westende
- Essen
  - Kokerei Bergwerk Amalie/Marie
  - Kokerei Bergwerk Carl
  - Kokerei Bergwerk Carolus Magnus
  - Kokerei Bergwerk Emil
  - Kokerei Bergwerk Emscher 1/2
  - Kokerei Bergwerk Friedrich Ernestine
  - Kokerei Bergwerk Friedrich Joachim
  - Kokerei Bergwerk Heinrich 1/2
  - Kokerei Bergwerk Helene/Bertha
  - Kokerei Bergwerk Mathias Stinnes 1/2/5
  - Kokerei Bergwerk Mathias Stinnes 3/4
  - Kokerei Bergwerk Wolfsbank
- Gelsenkirchen
  - Kokerei Bergwerk Consolidation 1/6
  - Kokerei Bergwerk Consolidation 3/4/9
  - Kokerei Bergwerk Dahlbusch
  - Kokerei Bergwerk Graf Bismarck
  - Kokerei Bergwerk Hugo
  - Kokerei Bergwerk Nordstern
  - Kokerei Bergwerk Scholven
  - Kokerei Bergwerk Westerholt
- Hamm
  - Kokerei Bergwerk Heinrich Robert
  - Kokerei Bergwerk Radbod
  - Kokerei Bergwerk Sachsen
- Herne
  - Kokerei Bergwerk Friedrich der Große
  - Kokerei Bergwerk Mont Cenis
  - Kokerei Bergwerk Shamrock/GB 11
- Herten
  - Kokerei Bergwerk Ewald
- Kamp-Lintfort
  - Kokerei Bergwerk Friedrich Heinrich
- Lünen
  - Kokerei Bergwerk Minister Achenbach
  - Kokerei Bergwerk Victoria
- Marl
  - Kokerei Bergwerk Auguste Victoria
- Moers
  - Kokerei Bergwerk Pattberg
  - Kokerei Bergwerk Rheinpreussen 4
  - Kokerei Bergwerk Rheinpreussen 5
- Oberhausen
  - Kokerei Bergwerk Concordia 4/5
  - Kokerei Bergwerk Jacobi
  - Kokerei Bergwerk Osterfeld
- Oer-Erkenschwick
  - Kokerei Bergwerk Ewald Fortsetzung
- Recklinghausen
  - Kokerei Bergwerk König Ludwig 1/2/6
  - Kokerei Bergwerk König Ludwig 4/5
- Unna
  - Kokerei Bergwerk Königsborn
- Waltrop
  - Kokerei Bergwerk Waltrop

Niedersächsisches Revier
- Barsinghausen
  - Kokerei Zeche Klosterstollen

sowie im Saarland
- Neunkirchen
  - Kokerei Grube Heinitz
  - Kokerei Grube Reden
- Sulzbach
  - Kokerei Grube Altenwald (Eisenbahnschachtanlage, –1963)

und Sachsen
- Kokerei „August Bebel“, Zwickau-Schedewitz
- Kokerei „Karl Marx“, Zwickau-Brückenberg

## Anlagen für Gießereikoks
Gießereikoks ist der für die Verwendung im Kupolofen benötigte Koks. Gegenüber Hüttenkoks kommen bei der Verkokung längere Garzeiten und niedrigere Gartemperaturen zum Einsatz. Zuletzt wurde Gießereikoks in Deutschland auf den Anlagen
- Kokerei Hassel, Gelsenkirchen (abgerissen) und
- Kokerei Fürstenhausen, Völklingen (abgerissen)

erzeugt. Beide Anlagen wurden 1999 als Folge der Nichtverlängerung des Hüttenvertrags durch die deutsche Stahlindustrie stillgelegt. Zuvor wurde auch auf folgenden Anlagen Gießereikoks erzeugt:
- Kokerei Consolidation 3/4/9, Gelsenkirchen (abgerissen)
- Kokerei Dahlbusch, Gelsenkirchen (abgerissen)
- Kokerei Gneisenau, Dortmund (abgerissen)
- Kokerei Graf Schwerin, Castrop-Rauxel (abgerissen)
- Kokerei Lothringen 4, Bochum (abgerissen)
- Kokerei Mansfeld, Bochum (abgerissen)
- Kokerei Neumühl (Batterien 4 und 5), Duisburg (abgerissen)
- Kokerei Osterfeld, Oberhausen (abgerissen)
- Kokerei Oespel, Dortmund (abgerissen)
- Kokerei Prosper, Bottrop (in Betrieb)
- Kokerei Rheinpreußen, Moers (abgerissen)
- Kokerei Robert Müser, Bochum (abgerissen)
- Kokerei Wolfsbank, Essen (abgerissen)

## Anlagen für Sonderkokse
- Pechkokerei der Rütgers AG in Castrop-Rauxel (–1990, abgerissen)
- Pechkokerei Bergwerk Lothringen, Bochum

## Anlagen für Braunkohlenkoks
- Kohleveredlungsbetrieb Fortuna-Nord der RWE Power AG, vormals Rheinbraun (aktiv seit 1976)

Gemäß der Erhebung zur Herstellung von Braunkohlenkoks der Statistik der Kohlenwirtschaft e.V. wurde zuvor auch in den Revieren Hessen, Helmstedt, Lausitz und Mitteldeutschland Braunkohlenkoks hergestellt. Im Rahmen der Autarkiebestrebungen wurde in der DDR ein Verfahren zur Herstellung von hüttenfähigem Braunkohlenhochtemperaturkoks (BHT-Koks) entwickelt und in zwei Anlagen umgesetzt:
- Großkokerei VEB Braunkohleveredelung Lauchhammer, Lauchhammer (Erzeugung 14. Juni 1952 – 30. Oktober 1991, bis auf die Biotürme abgerissen)
- Kokerei im VEB Gaskombinat Schwarze Pumpe, Schwarze Pumpe (Erzeugung 09/1969 – 25. März 1992)

## Sonstige Kokereien
- Hamburg
  - Kokerei Grasbrook (1846–1976, abgerissen)
  - Kokerei Kattwyk (1960–1982, abgerissen), entworfen von Gerhart Laage